# Узбеки на Украине
Узбеки на Украине — население узбекского происхождения, проживающее на территории Украины. По данным переписи населения 2001 года в Украине насчитывалось 12 353 узбеков. Больше всего узбеков зафиксировано в Крыму и Севастополе (3087 человек) а также в Донецкой (1 244 человек) и Днепропетровской (1 361 человек) областях.
Узбеки были меньшинством в Украине до Второй мировой войны. Во время войны на территории Украины проживало более 10 000 узбеков. По результатам переписи населения 1989 года до распада СССР зарегистрировано 20 333 представителя узбекской национальности. В дальнейшем многие узбеки из Украины перебрались в другие регионы в результате межэтнической миграции во всех регионах.

## Историческая динамика
| 1926 | 1939   | 1959  | 1970   | 1979  | 1989   | 2001   |
| ---- | ------ | ----- | ------ | ----- | ------ | ------ |
| 23   | 12 962 | 8 472 | 10 563 | 9 862 | 20 333 | 12 353 |

## Расселение
| Год  | В городах      | В сёлах            |
| ---- | -------------- | ------------------ |
| 1989 | 16 851 (82,9%) | 3 482 (17,1%)      |
| 2001 | 8 642 (70,0%)  | села 3 711 (30,0%) |

| Территория                | 1989   | 2001   |
| ------------------------- | ------ | ------ |
| АР Крым и Севастополь     | 876    | 3 087  |
| Винницкая область         | 431    | 234    |
| Волынская область         | 118    | 70     |
| Днепропетровская область  | 1 724  | 1 361  |
| Донецкая область          | 3 138  | 1 244  |
| Житомирская область       | 264    | 168    |
| Закарпатская область      | 442    | 70     |
| Запорожская область       | 449    | 700    |
| Ивано-Франковская область | 38     | 56     |
| Киевская область          | 938    | 264    |
| Кировоградская область    | 443    | 165    |
| Луганская область         | 1 179  | 635    |
| Львовская область         | 720    | 118    |
| Николаевская область      | 400    | 301    |
| Одесская область          | 1 037  | 822    |
| Полтавская область        | 1 394  | 250    |
| Ровненская область        | 107    | 68     |
| Сумская область           | 308    | 156    |
| Тернопольская область     | 92     | 53     |
| Харьковская область       | 2 694  | 899    |
| Херсонская область        | 815    | 396    |
| Хмельницкая область       | 369    | 153    |
| Черкасская область        | 286    | 212    |
| Черновецкая область       | 119    | 57     |
| Черниговская область      | 219    | 126    |
| Киев (горсовет)           | 1 733  | 688    |
| Украина                   | 20 333 | 12 353 |

## Язык
| Язык       | 1989  | 2001  |
| ---------- | ----- | ----- |
| Узбекский  | 71,5% | 29,2% |
| Русский    | 23,8% | 48,5% |
| Украинский | 3,5%  | 14,7% |
| Другой     | 1,2%  | 2,6%  |